# Kévin Page
Kévin Page (21 aprile 1975) è un ex sciatore alpino francese.

## Biografia
Page, originario di Le Monêtier-les-Bains, esordì in campo internazionale in occasione dei Mondiali juniores di Monte Campione/Colere 1993; debuttò in Coppa del Mondo il 17 novembre 1995 a Vail/Beaver Creek in slalom gigante, senza qualificarsi per la seconda manche. Nel 2002 ottenne l'ultimo podio in Coppa Europa, il 12 febbraio a Zoldo Alto in slalom speciale (3º), e il miglior piazzamento in Coppa del Mondo, il 16 dicembre a Sestriere in KO slalom (9º); ai successivi Mondiali di Sankt Moritz 2003, sua unica presenza iridata, si classificò 14º nello slalom speciale. Prese per l'ultima volta il via in Coppa del Mondo il 15 febbraio 2004 a Sankt Anton am Arlberg nella medesima specialità, senza completare la prova, e si ritirò al termine di quella stessa stagione 2003-2004; la sua ultima gara fu lo slalom speciale dei Campionati francesi 2004, disputato il 20 marzo a Les Carroz/Flaine e chiuso da Page all'8º posto.

## Palmarès

### Coppa del Mondo
- Miglior piazzamento in classifica generale: 76º nel 1997

### Coppa Europa
- 2 podi (dati dalla stagione 1994-1995):
  - 2 terzi posti

### Campionati francesi
- 5 medaglie (dati dalla stagione 1994-1995):
  - 1 oro (combinata nel 1996)[senza fonte]
  - 4 argenti (slalom speciale nel 1996; slalom speciale nel 1997; slalom speciale nel 1999; slalom speciale nel 2002)